# Thuận Phạm
Thuận Phạm (sinh năm 1966) là một người Mỹ gốc Việt, Giám đốc công nghệ (CTO) của Uber.

## Tiểu sử
Thuận Phạm sinh ra tại Sài Gòn. Vào năm 1979, khi lên 12 tuổi, ông cùng mẹ và em trai, vượt biên như những thuyền nhân trên một con tàu đông đúc, chật chội sang Malaysia, tuy nhiên chính quyền từ chối yêu cầu xin tị nạn của họ  sau khi bị cướp biển Thái Lan cướp bóc hai lần . Họ dùng một con thuyền khác để tiến về Indonesia, nơi họ trải qua 10 tháng trong trại tị nạn  với điều kiện mất vệ sinh . Ông sống như một người tị nạn, hàng ngày đến một thị trấn khác vận chuyển kẹo về cho mẹ của ông, bán cho những người tị nạn khác với lợi nhuận 10 cent ", với sự trợ giúp lương thực từ các tổ chức như UNHCR, CARE, và Save the Children. Gia đình của Thuận đã được cấp tị nạn chính trị tại Hoa Kỳ vì cha của ông từng là sỹ quan của chính quyền Sài Gòn, và định cư tại Rockville, Maryland, nơi mẹ ông mất giấy chứng nhận kế toán do rào cản ngôn ngữ và làm việc như một người quản lý kho xăng dầu vào ban ngày và nhà đóng gói tạp hóa siêu thị vào ban đêm. Ông sống với sáu người khác trong một căn hộ hai phòng ngủ, làm việc tại một trạm rửa xe vào cuối tuần trong hai năm. Cha ông là một binh sĩ và quân đội Nam Việt Nam, đã ở lại Sài Gòn.
Thuận Phạm tốt nghiệp trường Trung Học Richard Montgomery vào năm 1986,và Viện Công Nghệ Massachusetts với bằng Cử Nhân Khoa Học Máy Tính vào năm 1990, và bằng thạc sĩ năm 1991.

## Nghề nghiệp
Thuận làm việc tại Hewlett Packard trong vòng ba năm, sau đó là Silicon Graphics. Ông là kỹ sư thứ tư tại dự án khởi nghiệp NetGravity, và sau đó gia nhập DoubleClick, sau khi công ty này mua lại NetGravity vào năm 1999. Sau đó ông làm việc tại VMware trong tám năm.

### Uber
Năm 2013, ông được nhận làm Giám đốc công nghệ (CTO) Uber bởi CEO, Travis Kalanick, người đã bị ấn tượng bởi kỹ năng kỹ thuật của Thuận sau khi phỏng vấn ông ấy trong 30 giờ trong vòng hai tuần. Trong năm 2016, trong một email nội bộ Thuận bình luận, "Tôi thậm chí sẽ không thốt ra tên của người đáng khinh này vì tôi không chấp nhận anh ta làm lãnh đạo của tôi" về cuộc bầu cử Tổng thống Mỹ Donald Trump, người có chính sách cứng rắn về vấn đề nhập cư, được lan đi rộng rãi và xuất bản bởi các phương tiện truyền thông..
Vào năm 2017, đã có thông tin rằng Thuận đã biết về cáo buộc quấy rối tình dục của Susan Fowler tại Uber và sự trả đũa đe dọa của người quản lý của cô ấy, và không làm gì cả. Những cáo buộc này sau đó được thông báo là không có căn cứ, trong một báo cáo điều tra của TheInformation .

## Cuộc sống cá nhân
Thuận Phạm là một công dân nhập tịch của Hoa Kỳ. Vào năm 2016, ông được vinh danh là "Niềm tự hào của nước Mỹ" từ Tổng công ty Carnegie ở New York.